# Palais Azem (Hama)
Ne doit pas être confondu avec palais Azem.
Le palais Azem (en arabe : قصر العظم / qaṣr al-ʿaẓm) est un palais de la famille Al-Azem, situé à Hama, en Syrie.

## Galerie

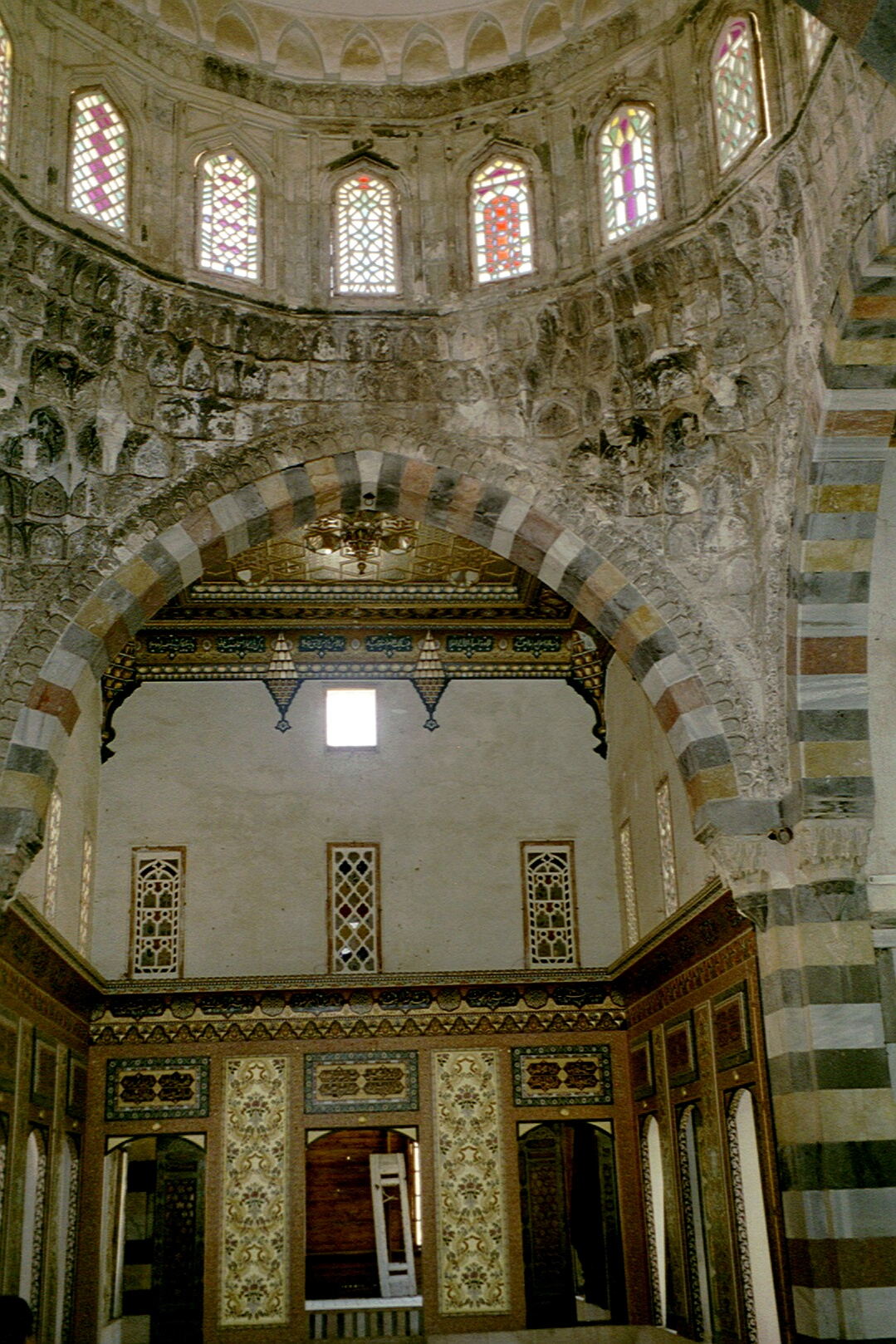
...
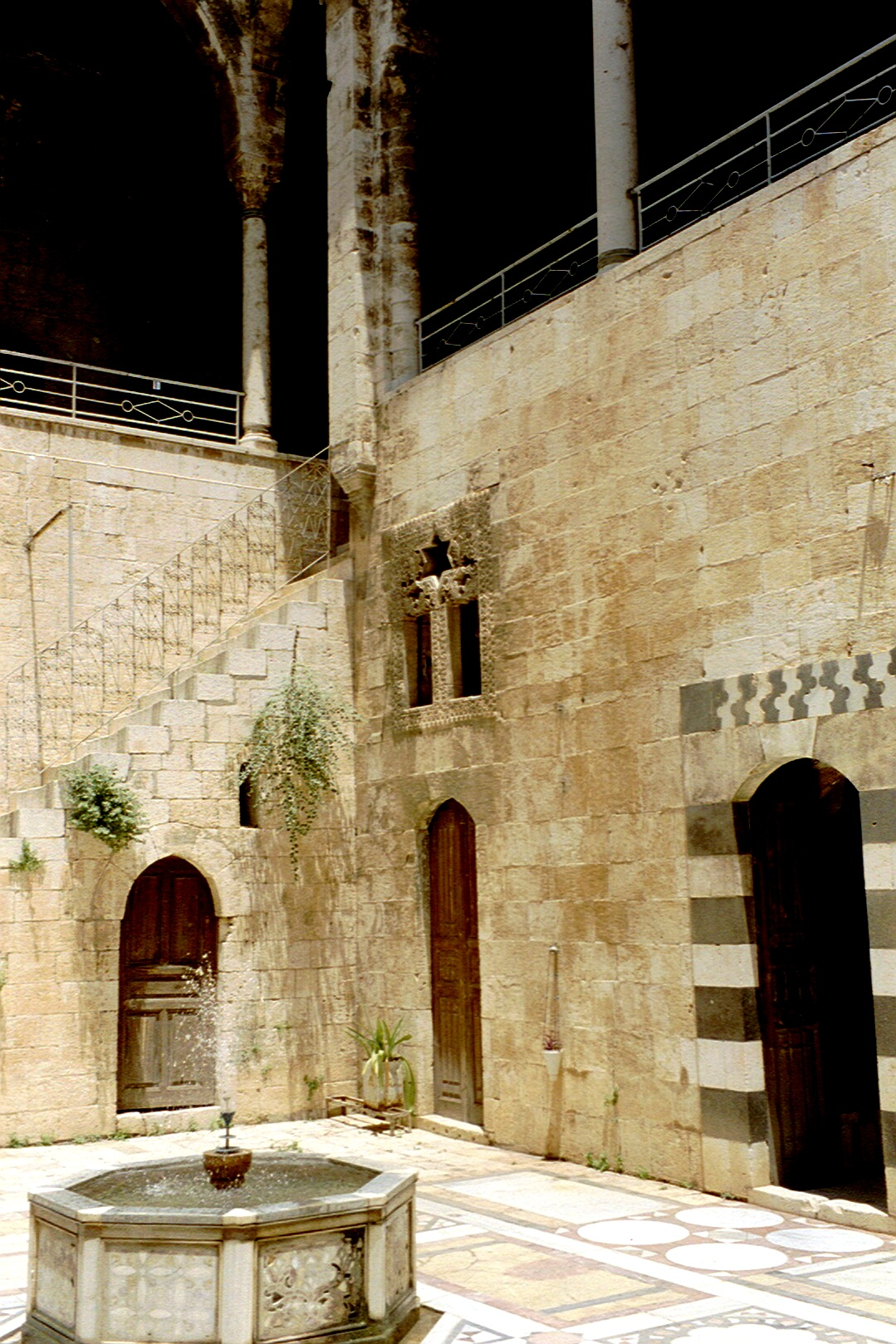
...
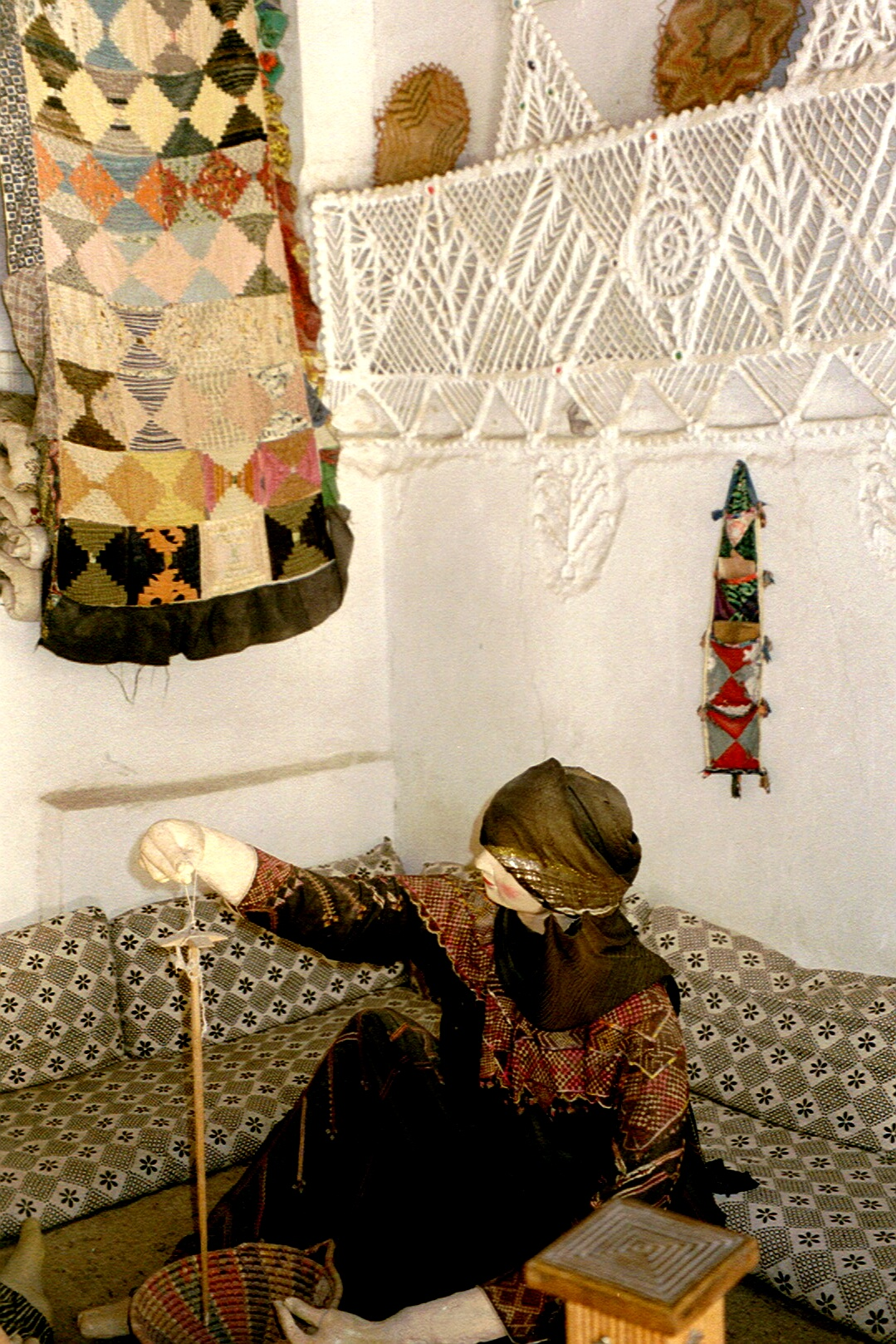
...